# Комаров (Черновицкая область)
Комаро́в (укр. Комарів) — село в Кельменецкой поселковой общине Днестровского района Черновицкой области Украины.
До 2020 года входило в Кельменецкий район
Население по переписи 2001 года составляло 1804 человека. Телефонный код — 3732. Код КОАТУУ — 7322085201.
Южнее Комарова, на обоих склонах небольшого ручейка (правого притока Днестра), обнаружено поселение черняховской культуры площадью 20 га, в котором имелась стеклодувная мастерская.